# Dual boot
In informatica con la locuzione inglese dual boot (lett. "doppio avvio") si indica la possibilità di scegliere, al momento dell'avvio (boot) del computer, tra due o più (multiboot), sistemi operativi precedentemente installati sul medesimo computer; in ogni caso i diversi sistemi operativi possono essere avviati solo alternativamente e non contemporaneamente. 

## Descrizione
Per poter scegliere quale sistema operativo avviare, senza bisogno di mettere mano all'hardware, è necessario un boot loader, come LILO o GRUB (usati comunemente sui sistemi GNU/Linux), che si inserisce prima dell'avvio del sistema operativo e permette all'utente di effettuare la scelta di quale avviare tramite il boot manager. Tali boot loader danno inoltre la possibilità di passare dei parametri al sistema (per esempio, di solito è presente una scelta come failsafe, una sorta di avvio minimale del sistema operativo da utilizzarsi in caso di problemi).
Anche i sistemi Microsoft hanno un boot loader, che nei sistemi NT si chiama NTLDR, (visibile solitamente solo in computer con più sistemi operativi Microsoft e/o dopo opportune modifiche) che oltre ad essere solo in modalità testuale, non permette l'avvio di sistemi diversi da Windows, tranne nel caso in cui il boot loader stesso venga opportunamente modificato.
L'installazione di più sistemi operativi sulla stessa macchina richiede comunque preventivamente il partizionamento del disco rigido oppure avere 2 o più dischi.